# Damis d'Atenes
Damis d'Atenes (en grec antic Δᾶμις, o Δάμις) fill d'Icèsies fou un ambaixador atenenc enviat per senat per intercedir davant els romans en favor de la Lliga Etòlia l'any 189 aC. Es diu que va obtenir la pau per Etòlia mercès a la seva gran oratòria. Titus Livi l'anomena Lleó.